# منظمة سلام العصر النووي
منظمة العصر النووي للسلام هي منظمة دولية غير هادفة للربح مهتمة بالتعليم والدعوة إلى السلم النووي.

## التأسيس
تأسست منظمة العصر النووي للسلام في عام 1982، وتتألف من أفراد وهيئات في جميع أنحاء العالم.

## الإعتماد
تدعم منظمة العصر النووي للسلام الجهود العالمية للقضاء على الأسلحة النووية. تتمتع بمركز استشاري لدى المجلس الاقتصادي والاجتماعي للأمم المتحدة وتعترف به الأمم المتحدة كمنظمة رسول للسلام.

## مقالات ذات صلة
- قائمة قادة المنظمات غير الحكومية
- الحركة المناهضة للحرب